# 星砂物語
『星砂物語』（ほしずなものがたり）は、ロジャー・パルバースの小説。『文學界』（文藝春秋）2012年4月号に掲載の後、2015年3月12日に講談社より刊行された。
2017年に『STAR SAND-星砂物語-』（スターサンド－ほしずなものがたり－）と題してロジャー・パルバースの脚本・監督により映画化される。

## 概要
ベトナム戦争の徴兵を忌避して米国を去り「（戦時に）戦わないという“裏切り”は生涯の主題」であると語る著者は、脱走兵について「ひきょうや臆病というネガティブなニュアンスがある。でも、暴力を拒否するのは英雄かもしれない。」とかねてより関心を持っていたという。1977年に1か月滞在し「言葉も文化も沖縄本島とは違っていて、日本でありながら日本でないような不思議な場所。」「いつかこの島を舞台に書きたいと思っていた」と語る八重山諸島の鳩間島を舞台に、「二度とこういう（戦争の）時代がこないように」との平和への想いを込めて、太平洋戦争中の同島で「“戦わない”という裏切り」を犯した米兵と日本兵、そしてその2人を見つめる少女の3人の物語を著した。「いかなる状況においても暴力を拒否し人を殺さないことは可能か」という問いを常に念頭に置きつつ執筆されたという。
『文學界』（文藝春秋）2012年4月号にて発表の後、日本語で執筆した小説では著者初となる単行本として2015年3月12日に講談社より刊行された。劇作家・井上ひさしより絶賛を受けたことで「この物語を自らの手で映画化したい」と志し、自身の脚本・監督により映画化。2017年に公開された。

## あらすじ
米国・ロサンゼルスで日本人の父と日系アメリカ人の母の間に生まれた少女・梅野洋海は、1941年（昭和16年）の春、日系2世の母と兄をアメリカに残し父に連れられて帰国する。親類を頼って八重山諸島の鳩間島にたどり着いた洋海は空き家に入り込む。
太平洋戦争の末期を迎えた1945年（昭和20年）4月、浜辺で星砂を採っていた16歳の洋海は、日本兵を逃がしたことで懲罰を恐れ軍を抜け出して拳銃で頭を撃って自殺しようとしてた18歳のアメリカ兵・ボブと、その拳銃をひったくった「無名詩人」を名乗る日本兵・岩渕に遭遇する。洋海は2人の脱走兵を密告することなく、2人の世話をするため彼らが隠れ住む洞窟へ通うようになり、戦時下の中で3人の間に友情にあふれた束の間の平和な空間が生まれる。
しかし、岩淵の兄が洞窟に現れたことにより、思いもよらない展開が訪れる。

## 映画
『STAR SAND-星砂物語-』（スターサンド ほしずなものがたり）と題して、2017年6月21日より沖縄にて先行公開、同年8月4日より東京にて公開された。
原作を発表した頃より「自らの手で映画化したい」と考えていたというロジャー・パルバースが自ら脚本・監督を手掛け、撮影は太平洋戦争の激戦地の一つとなった沖縄県・伊江島にて2016年6月2日より行われた。大島渚監督の映画『戦場のメリークリスマス』で助監督を務めたパルバースの初監督作品であり、本作を『戦場のメリークリスマス』の小さな姉妹篇と位置づけている。『戦場のメリークリスマス』で音楽を担当しパルバースの長年の友人でもある坂本龍一が、主題曲「Star Sand」を提供している。主演の織田梨沙は本作が映画初主演となる。

### キャスト
- 梅野洋海 - 織田梨沙
- 岩淵隆康 - 満島真之介
- ボブ - ブランドン・マクレランド（英語版）
- 岩淵一 - 三浦貴大
- 保坂志保 - 吉岡里帆
- 儀間 - 寺島しのぶ
- 吉上 - 渡辺真起子
- 城間 - 石橋蓮司
- 2016年の梅野洋海 - 緑魔子
- ダンカン・ハミルトン
- 近谷浩二
- 沼田康弘

### スタッフ
- 監督 - ロジャー・パルバース
- 脚本 - ロジャー・パルバース
- 原作 - ロジャー・パルバース『星砂物語』
- 主題曲 - 坂本龍一「Star Sand」
- 撮影監督 - 小川真司
- 録音 - 小川武
- 美術 - 金勝浩一
- 音楽 - 田中拓人
- ヴァイオリン&ヴィオラ演奏 - ヴァスコ・ヴァッシレフ
- エグゼクティブ・プロデューサー - 前田紘孝、大川勝
- プロデューサー - 小西順子、吉岡裕美
- 後援 - オーストラリア大使館
- 製作 - Hara Office、Soul Age
- 配給 - The STAR SAND Team